# Finite element machine

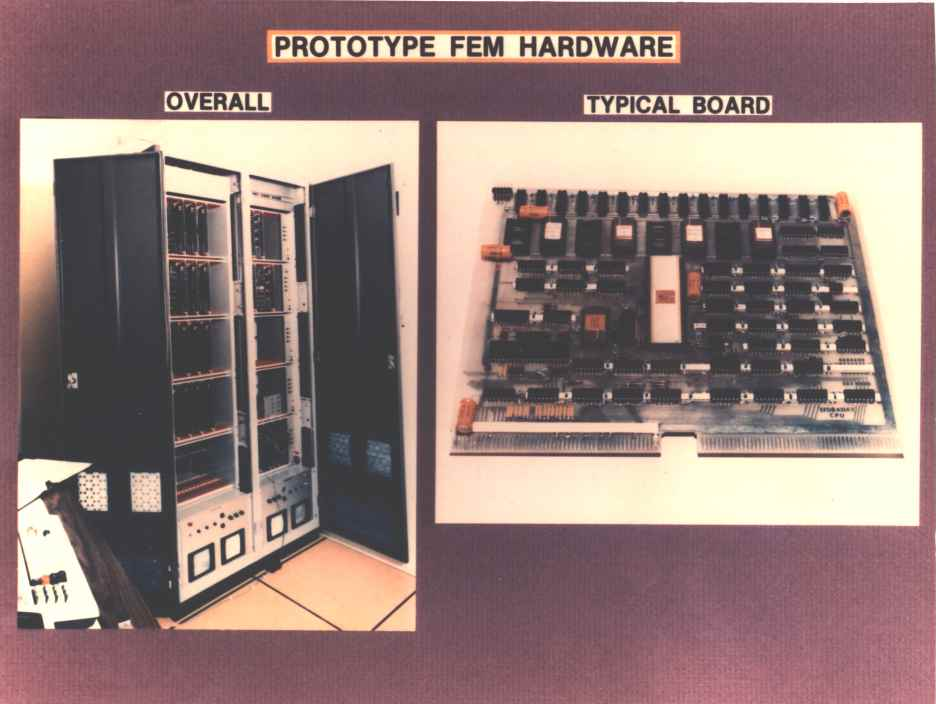

A Máquina de Elementos Finitos (em inglês:  Finite Element Machine - FEM) foi um projeto da NASA do final da década de 1970 e início da década de 1980, para construir e avaliar o desempenho de um computador paralelo para análise estrutural. A FEM foi concluída e testada com sucesso no Langley Research Center da NASA em Hampton, Virgínia. A motivação para a FEM surgiu da fusão de dois conceitos: o Método dos Elementos Finitos para análise estrutural e a introdução de microprocessadores de custo relativamente baixo.
No método dos elementos finitos, o comportamento (tensões, deformações e deslocamentos resultantes das condições de carga) de estruturas de grande escala é aproximado por um modelo de elementos finitos constituído por elementos estruturais (membros) conectados em pontos nodais da estrutura. Cálculos em computadores tradicionais são executados em cada nó e os resultados são comunicados a nós adjacentes até que o comportamento de toda a estrutura seja calculado. Na Máquina de Elementos Finitos os microprocessadores, localizados em cada nó, executam esses cálculos nodais em paralelo.  Se houver mais nós (N) que microprocessadores (P), então cada microprocessador executa N/P cálculos. A Máquina de Elementos Finitos continha 32 placas processadoras, cada uma com um processador Texas Instruments TMS9900, 32 placas de entrada/saída (IO) e um controlador TMS99/4. A FEM foi concebida, projetada e fabricada no Langley Research Center da NASA. O chip do processador TI 9900 foi selecionado pela equipe da NASA, pois era o primeiro processador de 16 bits disponível no mercado, que até então era limitado a processadores menos potentes de 8 bits. O conceito FEM foi testado com sucesso a primeira vez para resolver equações de flexão de vigas em um protótipo Langley FEM (IMSAI 8080). Isso levou à fabricação e teste da FEM em larga escala pela equipe de aplicativos de software de hardware da FEM, liderada por Olaf Storaasli, anteriormente do Langley Research Center da NASA e do Oak Ridge National Laboratory (atualmente na United States Enrichment Corporation). Os primeiros resultados significativos da Máquina de Elementos Finitos estão documentados em: The Finite Element Machine: An experiment in parallel processing (NASA TM 84514).
Com base no sucesso da Finite Element Machine em demonstrar a viabilidade da computação paralela, (juntamente com o ILLIAC IV e o Goodyear MPP), os computadores paralelos comerciais foram vendidos em breve. A NASA Langley comprou posteriormente um multicomputador Flex/32 (e mais tarde Intel iPSC e Intel Paragon) para continuar a pesquisa e desenvolvimento de algoritmos paralelos de elementos finitos. Em 1989 o código paralelo para solução de equações, prototipado primeiramente na FEM, e testado no FLEX, foi portado para o primeiro Cray YMP da NASA via Force (Fortran for Concurrent Execution), reduzindo o tempo de computação de análise estrutural para o foguete auxiliar de combustível sólido do ônibus espacial Challenger com 54.870 equações de 14 horas para 6 segundos. Este resultado de pesquisa foi premiado com o primeiro Cray GigaFLOP Performance Award at Supercomputing '89. Este código evoluiu para o General-Purpose Solver (GPS) da NASA para equações matriciais usadas em numerosos códigos de elementos finitos a fim de acelerar o tempo de solução.